# Nakina River
Nakina River är ett vattendrag i Kanada.   Det ligger i provinsen British Columbia, i den västra delen av landet, 4 000 km väster om huvudstaden Ottawa.
I omgivningarna runt Nakina River växer i huvudsak barrskog. Trakten runt Nakina River är nära nog obefolkad, med mindre än två invånare per kvadratkilometer.